# Enrico Baroni
Pour les articles homonymes, voir Baroni.
Enrico Baroni (né à Florence le 24 novembre 1892 et mort en mer Méditerranée le 28 juin 1940) est un officier de marine italien actif pendant la Seconde Guerre mondiale.

## Biographie
Né à Florence en 1892, Enrico Baroni s'inscrit à l'Académie navale italienne de Livourne le 10 novembre 1911 et obtient son diplôme en 1914, avec le grade d'enseigne. Pendant la Première Guerre mondiale, il a d'abord servi sur les cuirassés Roma et Conte di Cavour, puis sur le croiseur cuirassé Pise et enfin, en tant que premier officier de directeur de tir, sur le cuirassé Dante Alighieri. À la fin de la guerre, il est affecté au Bureau Technique des Armes Navales à Venise et stationné sur le navire de réparation Quarnaro.
Il a ensuite reçu le commandement du torpilleur Cortellazzo et promu au grade de lieutenant commandant, du destroyer Aquilone. En 1932, il est promu commandant et nommé officier supérieur du croiseur Fiume, puis il occupe le poste de commandant supérieur en Extrême-Orient, sur le mouilleur de mines Lepanto (en). Après son rapatriement, il est promu capitaine et nommé commandant du Commandement naval de Cagliari avant de recevoir le commandement du croiseur Luigi Cadorna.

### Mort
En 1940, il est au commandement de la 2e Escadre de destroyers, sur l'Espero. Le 27 juin 1940, l'Espero, avec ses sister-ships Ostro et Zeffiro, quitte Tarente pour Tobrouk afin de livrer des batteries de canons antichar; le lendemain, cependant, les trois destroyers, repérés par des avions de reconnaissance britanniques, et sont interceptés par cinq croiseurs britanniques sous la direction du vice-amiral John Tovey. Baroni décide de contenir les croiseurs britanniques avec son navire le plus longtemps possible, afin de donner aux Ostro et Zeffiro le temps nécessaire pour s'échapper.
L'Espero, après une bataille solitaire de deux heures contre les navires de Tovey, est finalement touché et coulé par le HMAS Sydney.
Après avoir donné l'ordre de saborder et d'abandonner le navire, Baroni se rend sur la passerelle et coule avec son navire. Le sacrifice de l'Espero permet aux deux navires de s'échapper et d'atteindre Benghazi puis Tobrouk.
Il a reçu à titre posthume la médaille d'or de la valeur militaire.